# Pettoranello del Molise
Pettoranello del Molise ist eine italienische Gemeinde (comune) in der Provinz Isernia im Molise und hat 446 Einwohner (Stand 31. Dezember 2023).

## Geografie
Die Gemeinde liegt etwa fünf Kilometer südöstlich von Isernia.
Zu den Nachbargemeinden gehören Carpinone, Castelpetroso, Castelpizzuto, Isernia und Longano.

## Verkehr
Durch die Gemeinde führt die Strada Statale 17 dell’Appennino Abruzzese e Appulo Sannitica von Antrodoco nach Foggia.